# Achille Vitti
Achille Vitti (Roma, 22 novembre 1866 – Roma, 6 gennaio 1935) è stato un attore italiano del teatro e del cinema muto.

## Biografia
Formatosi nelle compagnie teatrali di Eleonora Duse, Cesare Rossi, Giuseppe Pietriboni ed Ettore Paladini, si affermò giovanissimo come «primo attore» e «capocomico».
Tra i maggiori attori teatrali italiani tra la fine dell'Ottocento e l'inizio del Novecento, Vitti fu interprete soprattutto delle opere di Tolstoj, Ibsen e Pirandello, questi ultimi recitati in lingua italiana. Nel 1912 con la sua compagnia effettuò una trionfale tournée in Tunisia, dove si esibì in varie opere teatrali con la sua prima attrice Paola Pezzaglia, entrambi acclamatissimi al Politeama Rossini di Tunisi, teatro italiano molto attivo fino alla fine degli Anni '20. Nel 1913 assieme allo scrittore e cineasta Lucio D'Ambra fondò e diresse il Teatro per tutti alla Sala Umberto di Roma, una sorta di "teatro minimo", che consisteva nell'inscenare drammi e commedie brevi in un solo atto.
Vitti fu anche attore cinematografico e girò oltre una quarantina di film tra il 1910 e il 1925, presso diverse case cinematografiche, tra cui le romane Cines, Film d'Arte Italiana, Latium Film, Tespi Film e UCI. Girò soltanto due titoli in qualità di regista: La vergine delle ginestre (1915) e Lo scoglio della morte (1916).
Nel 1926 pubblicò un memoriale dal titolo Storie e storielle del teatro di prosa edito dalla casa editrice Vecchi di Milano.
Fu attivo fino al 1935, anno in cui morì all'età di 68 anni, stroncato da un cancro.

## Teatro
- Il padre, di August Strindberg, Torino, Teatro Gerbino, 16 dicembre 1895.

## Filmografia

### Attore
- Il trovatore, regia di Louis J. Gasnier (1910)
- Salomè, regia di Ugo Falena (1910)
- Lucrezia Borgia, regia di Ugo Falena (1910)
- La forza del destino (1911)
- Lucrezia Borgia, regia di Gerolamo Lo Savio (1912)
- L'artiglio spezzato, regia di Romolo Bacchini (1913)
- I diavoli neri, regia di Ubaldo Pittei (1913)
- Rivelazione e fatalità, regia di Ugo Falena (1914)
- La colpa di Giovanna, regia di Ugo Falena (1914)
- Il debito del passato (1914)
- I pagliacci, regia di Francesco Bertolini (1915)
- A Trieste - vincere o morire!, regia di Armando Brunero (1915)
- I martiri di Belfiore, regia di Carlo Alberto Lolli (1915)
- Silvio Pellico, regia di Livio Pavanelli (1915)
- Ego te absolvo, regia di Armando Brunero (1915)
- La sfinge, regia di Armando Brunero (1915)
- L'eroina serba, regia di Oreste Gherardini (1916)
- Dorothy, regia di Armando Brunero (1916)
- Giovanni Episcopo, regia di Mario Gargiulo (1916)
- Zingari, regia di Ubaldo Maria Del Colle e Mario Gargiulo (1916)
- L'aquila, regia di Mario Gargiulo (1917)
- Emir, cavallo da circo, regia di Ivo Illuminati (1917)
- Napoleoncina, regia di Lucio D'Ambra (1918)
- Ballerine, regia di Lucio D'Ambra (1918)
- La commedia dal mio palco, regia di Lucio D'Ambra (1918)
- Passa il dramma a Lilliput, regia di Lucio D'Ambra (1919)
- La casa che brucia, regia di Mario Corsi (1919)
- Il mare di Napoli, regia di Carmine Gallone (1919)
- Il girotondo degli undici lancieri, regia di Lucio D'Ambra (1919)
- Il visconte Gioventù e il conte Cent'Anni, regia di Lucio D'Ambra (1919)
- Nemesis, regia di Carmine Gallone (1920)
- Piero e Teresa (1920)
- La fine dell'amore, regia di Gian Bistolfi (1920)
- L'eredità di Caino, regia di Giuseppe Maria Viti (1921)
- La volata (L'envolée), regia di Gaston Ravel (1921)
- La figlia della tempesta, regia di Carmine Gallone e Giorgio Mannini (1921)
- Sterminator Vesevo, regia di Giorgio Mannini (1921)
- Saracinesca, regia di Augusto Camerini e Gaston Ravel (1921)
- La fanciulla, il poeta e la laguna, regia di Carmine Gallone (1922)
- Triboulet, regia di Febo Mari (1923)
- La giovinezza del diavolo, regia di Roberto Roberti (1925)
- Nostradamus, regia di Mario Roncoroni (1925)

### Regista
- La vergine delle ginestre (1915) - anche attore
- Lo scoglio della morte (1916)